# Districtul Ballymoney
Ballymoney (irlandeză Baile Monaidh) este un oraș în Irlanda de Nord. Din punct de vedere administrativ, Ballymoney este un district al Irlandei de Nord.